# 辛迪加 (印第安納州)
辛迪加（英語：Syndicate）是位於美國印地安納州弗米利恩縣的一個非建制地區。該地的面積和人口皆未知。

## 地理
辛迪加所處的海拔為高於海平面187米（即614英呎），而該地所採用的時區為UTC-5，即北美東部時區（EST）。同時該地設有夏令時間，為UTC-5調快一小時，即UTC-4（EDT）。